# Гнатович Тамара Михайлівна
Тамара Михайлівна Гнатович (народилася 6 лютого 1958 в селі Передмірка Лановецького району Тернопільської області) — українська письменниця.
В даний час працює завідувачкою сектору науково-технічної бібліотеки Тернопільського національного технічного університету імені Івана Пулюя.
Лауреат премії журналу «Літературний Тернопіль» в номінації «Поезія» (2011 р.), лауреат літературної премії «Твір для дітей та юнацтва — імені Іванни Блажкевич» за серію книг для юних читачів (2014 р.).
В творчому доробку:
- збірки поезій «Симфонія любові» (2007 р.), «Спішу» (2008 р.), «Розхитаю дорогами обрій» (2010 р.), «Лебеділи слова…» (2018 р.), «Світло сльози і любові» (2023 р.),
- книги для дітей «У бабусинім дворі» (2010 р.), «Жива вода-водиченька» (2010 р.), «Вірші про найкращі пори: від сніжинки — до комори» (2012 р.),
- казки-п'єси «Пташиний ранок» (2011 р.), «Числа, цифри, цифренята» (2013 р.), «Ось такі пригоди у саду і на городі» (2016 р.), «Листівки Миколаю» (2016 р.), «Матусина веселка» (2017 р.), «Крихта хліба» (2018 р.), «Крилаті казки» (2018 р.), «Сію, сію, посіваю…» (2017 р.),
- публікації в районній та обласній пресі, журналі «Літературний Тернопіль», літературно-мистецькому альманасі «Подільська толока»,
- віршовані казки «Про пригоди в синіх водах» (2014 р.), «Таємнича місія» (2015 р.), «Казка про Добрика» (2015 р.), «Завірюха див» (2020 р.).

Співавторка збірок «Ватра з сонячних джерел» (1997 р.), «Сонячна криниченька» (2010 р.), «Матері» (2011 р.), «Цілунок троянди» (2012 р.), «Славень Тернополю» (2013 р.), «Отче наш, Тарасе всемогущий» (2014 р.), «Подяка Богу» (2014 р.).